# Marc Kirschner
Marc Wallace Kirschner (Chicago, 28 de fevereiro de 1945) é um biologista celular estadunidense.

## Biografia
Marc Kirschner se formou na Universidade Northwestern em 1966. Obteve um doutorado em 1971 na Universidade da Califórnia em Berkeley. Obteve o reconhecimento de pós-doutorado por esta universidade e pela Universidade de Oxford, no Reino Unido. Tornou-se Professor Adjunto na Universidade de Princeton em 1972. Em 1978 foi nomeado professor na Universidade da California para o campus de São Francisco. Em 1993, mudou para a Harvard Medical School.
Em 1999 Kirschner foi eleito membro estrangeiro da Royal Society e membro estrangeiro da Academia Europaea. Em 2001 recebeu o prêmio Prêmio William C. Rose, pela Sociedade Americana de Bioquímica e Biologia Molecular - ASBMB (American Society for Biochemistry and Molecular Biology). Mais tarde neste mesmo ano recebeu o Prêmio Internacional da Fundação Gairdner. Em dezembro de 2003, Marc Kirschner recebeu a Medalha E.B. Wilson, a mais alta honra científica da Sociedade Americana de Biologia Celular, em reconhecimento das contribuições significativas e de grande alcance para a biologia celular ao longo de uma carreira. Em 2004 foi chefe do Departamento de Biologia de Sistemas em Harvard.